# Olena Demyanenko

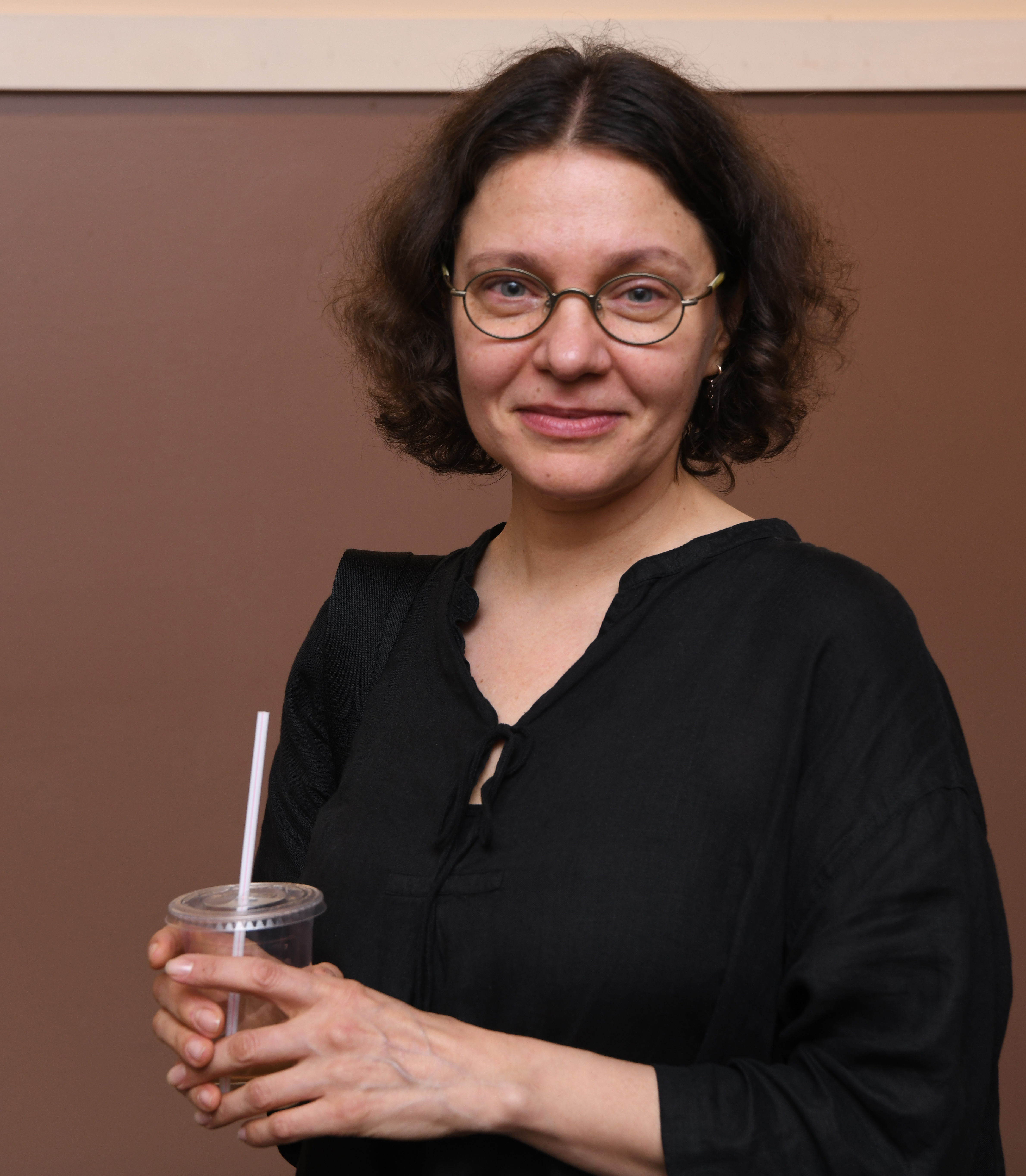
Olena Demyanenko, Toronto, 2019

Olena Viktorivna Demyanenko (nascida a 8 de maio de 1966) é uma directora de cinema ucraniana, produtora de cinema, e roteirista. Ela é membro da União Nacional de Cinematógrafos da Ucrânia, da Academia Ucraniana de Cinema (desde 2017) e da Academia Europeia de Cinema (desde 2018).